# Tympanocryptis uniformis
Espèce
Statut de conservation UICN

 DD  : Données insuffisantes
Tympanocryptis uniformis est une espèce de sauriens de la famille des Agamidae.

## Répartition
Cette espèce est endémique d'Australie. Elle se rencontre au Kimberley en Australie-Occidentale et au Territoire du Nord.

## Publication originale
- Mitchell, 1948 : A revision of the lacertilian genus Tympanocryptis. Records of the South Australian Museum, vol. 9, p. 57-86 (texte intégral).